# Lac Pluto
Lac Pluto är en sjö i Kanada.   Den ligger i regionen Nord-du-Québec och provinsen Québec, i den östra delen av landet, 800 km norr om huvudstaden Ottawa. Lac Pluto ligger 658 meter över havet. Arean är 24,0 kvadratkilometer. Den sträcker sig 13,7 kilometer i nord-sydlig riktning, och 11,9 kilometer i öst-västlig riktning.
Omgivningarna runt Lac Pluto är i huvudsak ett öppet busklandskap. Trakten runt Lac Pluto är nära nog obefolkad, med mindre än två invånare per kvadratkilometer.